# Séries éliminatoires de la Coupe Stanley 1980
Année précédente Année suivante
Les séries éliminatoires de la Coupe Stanley 1980 font suite à la saison 1979-1980 de la Ligue nationale de hockey. Les Islanders de New York remportent la première Coupe Stanley de leur histoire en battant en finale les Flyers de Philadelphie sur le score de 4 matchs à 2.

## Tableau récapitulatif
Les seize meilleures équipes de la saison sont qualifiées et jouent un premier tour au meilleur des 5 matchs. Les vainqueurs disputent ensuite les quarts de finale, les demi-finales la finale de la Coupe Stanley au meilleur des 7 matchs.
|  | Premier tour | Premier tour | Premier tour          |   |                       | Quarts de finale | Quarts de finale | Quarts de finale |  |   | Demi-finales | Demi-finales | Demi-finales |  |   | Finale de la Coupe Stanley | Finale de la Coupe Stanley | Finale de la Coupe Stanley |
|  |              |              |                       |   |                       |                  |                  |                  |  |   |              |              |              |  |   |                            |                            |                            |
|  | 1            | Philadelphie | 3                     |   |                       |                  |                  |                  |  |   |              |              |              |  |   |                            |                            |                            |
|  | 16           | Edmonton     | 0                     |   |                       |                  |                  |                  |  |   |              |              |              |  |   |                            |                            |                            |
|  | 16           | Edmonton     | 0                     |   | 1                     | Philadelphie     | 4                |                  |  |   |              |              |              |  |   |                            |                            |                            |
|  |              |              |                       |   | 1                     | Philadelphie     | 4                |                  |  |   |              |              |              |  |   |                            |                            |                            |
|  |              | 8            | Rangers de New York   | 1 |                       |                  |                  |                  |  |   |              |              |              |  |   |                            |                            |                            |
|  | 2            | 8            | Rangers de New York   | 1 | Buffalo               | 3                |                  |                  |  |   |              |              |              |  |   |                            |                            |                            |
|  | 2            |              |                       |   | Buffalo               | 3                |                  |                  |  |   |              |              |              |  |   |                            |                            |                            |
|  | 15           | Vancouver    | 1                     |   |                       |                  |                  |                  |  |   |              |              |              |  |   |                            |                            |                            |
|  | 15           | Vancouver    | 1                     |   |                       |                  |                  |                  |  | 1 | Philadelphie | 4            |              |  |   |                            |                            |                            |
|  |              |              |                       |   |                       |                  |                  |                  |  | 1 | Philadelphie | 4            |              |  |   |                            |                            |                            |
|  |              | 6            | Minnesota             | 1 |                       |                  |                  |                  |  |   |              |              |              |  |   |                            |                            |                            |
|  | 3            | 6            | Minnesota             | 1 | Montréal              | 3                |                  |                  |  |   |              |              |              |  |   |                            |                            |                            |
|  | 3            |              |                       |   | Montréal              | 3                |                  |                  |  |   |              |              |              |  |   |                            |                            |                            |
|  | 14           | Hartford     | 0                     |   |                       |                  |                  |                  |  |   |              |              |              |  |   |                            |                            |                            |
|  | 14           | Hartford     | 0                     |   | 3                     | Montréal         | 3                |                  |  |   |              |              |              |  |   |                            |                            |                            |
|  |              |              |                       |   | 3                     | Montréal         | 3                |                  |  |   |              |              |              |  |   |                            |                            |                            |
|  |              | 6            | Minnesota             | 4 |                       |                  |                  |                  |  |   |              |              |              |  |   |                            |                            |                            |
|  | 4            | 6            | Minnesota             | 4 | Boston                | 3                |                  |                  |  |   |              |              |              |  |   |                            |                            |                            |
|  | 4            |              |                       |   | Boston                | 3                |                  |                  |  |   |              |              |              |  |   |                            |                            |                            |
|  | 13           | Pittsburgh   | 2                     |   |                       |                  |                  |                  |  |   |              |              |              |  |   |                            |                            |                            |
|  | 13           | Pittsburgh   | 2                     |   |                       |                  |                  |                  |  |   |              |              |              |  | 1 | Philadelphie               | 2                          |                            |
|  |              |              |                       |   |                       |                  |                  |                  |  |   |              |              |              |  | 1 | Philadelphie               | 2                          |                            |
|  |              | 5            | Islanders de New York | 4 |                       |                  |                  |                  |  |   |              |              |              |  |   |                            |                            |                            |
|  | 5            | 5            | Islanders de New York | 4 | Islanders de New York | 3                |                  |                  |  |   |              |              |              |  |   |                            |                            |                            |
|  | 5            |              |                       |   | Islanders de New York | 3                |                  |                  |  |   |              |              |              |  |   |                            |                            |                            |
|  | 12           | Los Angeles  | 1                     |   |                       |                  |                  |                  |  |   |              |              |              |  |   |                            |                            |                            |
|  | 12           | Los Angeles  | 1                     |   | 2                     | Buffalo          | 4                |                  |  |   |              |              |              |  |   |                            |                            |                            |
|  |              |              |                       |   | 2                     | Buffalo          | 4                |                  |  |   |              |              |              |  |   |                            |                            |                            |
|  |              | 7            | Chicago               | 0 |                       |                  |                  |                  |  |   |              |              |              |  |   |                            |                            |                            |
|  | 6            | 7            | Chicago               | 0 | Minnesota             | 3                |                  |                  |  |   |              |              |              |  |   |                            |                            |                            |
|  | 6            |              |                       |   | Minnesota             | 3                |                  |                  |  |   |              |              |              |  |   |                            |                            |                            |
|  | 11           | Toronto      | 0                     |   |                       |                  |                  |                  |  |   |              |              |              |  |   |                            |                            |                            |
|  | 11           | Toronto      | 0                     |   |                       |                  |                  |                  |  | 2 | Buffalo      | 2            |              |  |   |                            |                            |                            |
|  |              |              |                       |   |                       |                  |                  |                  |  | 2 | Buffalo      | 2            |              |  |   |                            |                            |                            |
|  |              | 5            | Islanders de New York | 4 |                       |                  |                  |                  |  |   |              |              |              |  |   |                            |                            |                            |
|  | 7            | 5            | Islanders de New York | 4 | Chicago               | 3                |                  |                  |  |   |              |              |              |  |   |                            |                            |                            |
|  | 7            |              |                       |   | Chicago               | 3                |                  |                  |  |   |              |              |              |  |   |                            |                            |                            |
|  | 10           | Saint-Louis  | 0                     |   |                       |                  |                  |                  |  |   |              |              |              |  |   |                            |                            |                            |
|  | 10           | Saint-Louis  | 0                     |   | 4                     | Boston           | 1                |                  |  |   |              |              |              |  |   |                            |                            |                            |
|  |              |              |                       |   | 4                     | Boston           | 1                |                  |  |   |              |              |              |  |   |                            |                            |                            |
|  |              | 5            | Islanders de New York | 4 |                       |                  |                  |                  |  |   |              |              |              |  |   |                            |                            |                            |
|  | 8            | 5            | Islanders de New York | 4 | Rangers de New York   | 3                |                  |                  |  |   |              |              |              |  |   |                            |                            |                            |
|  | 8            |              |                       |   | Rangers de New York   | 3                |                  |                  |  |   |              |              |              |  |   |                            |                            |                            |
|  | 9            | Atlanta      | 1                     |   |                       |                  |                  |                  |  |   |              |              |              |  |   |                            |                            |                            |

## Résultats détaillés

### Premier tour

#### Philadelphie contre Edmonton
| 8 avril | Flyers de Philadelphie | 4-3 (pr) (2-2, 0-0, 1-1, 1-0) | Oilers d'Edmonton | The Spectrum 17 077 spectateurs |

| Feuille de match | Feuille de match | Feuille de match            | Feuille de match | Feuille de match |
| ---------------- | --- | --------------------------- | --- | ---------------- |
|                  | Holmgren (Linseman, Dailey) — 56 s Leach (Clarke) — 6 min 19 s - MacLeish (Busniuk, Linseman) — 58 min 41 s Clarke (Barber, Leach) — 68 min 6 s | 1-0 2-0 2-1 2-2 2-3 3-3 4-3 | - Lumley (Gretzky, MacDonald) — 14 min 9 s (SN) Gretzky (MacDonald) — 16 min 1 s Murdoch (Messier, Callighen) — 48 min 9 s - - |                  |
| Peeters          | Gardiens | Low                         | |                  |
|                  | |                             | |                  |
| 51               | Tirs | 17                          | |                  |

| 9 avril | Flyers de Philadelphie | 5-1 (1-1, 4-0, 0-0) | Oilers d'Edmonton | The Spectrum 17 077 spectateurs |

| Feuille de match | Feuille de match | Feuille de match        | Feuille de match                         | Feuille de match |
| ---------------- | --- | ----------------------- | ---------------------------------------- | ---------------- |
|                  | - Wilson (Holmgren, Hill) — 13 min 32 s Clarke (Leach, Dailey) — 24 min 8 s (SN) Holmgren (MacLeish, Wilson) — 28 min 26 s Leach — 30 min 5 s Gorence (Barber, MacLeish) — 39 min 33 s (SN) | 0-1 1-1 2-1 3-1 4-1 5-1 | Murdoch (Lowe, Messier) — 1 min 14 s - - |                  |
| Peeters          | Gardiens | Low                     |                                          |                  |
|                  | |                         |                                          |                  |
| 28               | Tirs | 24                      |                                          |                  |

| 11 avril | Oilers d'Edmonton | 2-3 (2 pr) (2-0, 0-1, 0-0, 0-1, 0-1) | Flyers de Philadelphie | Northlands Coliseum 15 423 spectateurs |

| Feuille de match | Feuille de match                                                            | Feuille de match    | Feuille de match                                                                                               | Feuille de match |
| ---------------- | --------------------------------------------------------------------------- | ------------------- | --- | ---------------- |
|                  | Gretzky (Callighen, MacDonald) — 15 min 55 s Messier — 17 min 16 s (IN) - - | 1-0 2-0 2-1 2-2 2-3 | - Wilson (Kelly, Holmgren) — 24 min 24 s Propp (Linseman, Watson) — 47 min 3 s Linseman (Watson) — 83 min 56 s |                  |
| Low              | Gardiens                                                                    | Myre                | |                  |
|                  |                                                                             |                     | |                  |
| 43               | Tirs                                                                        | 48                  | |                  |

#### Buffalo contre Vancouver
| 8 avril | Sabres de Buffalo | 2-1 (1-0, 1-0, 0-1) | Canucks de Vancouver | The Aud 16 433 spectateurs |

| Feuille de match | Feuille de match                                                        | Feuille de match | Feuille de match                         | Feuille de match |
| ---------------- | ----------------------------------------------------------------------- | ---------------- | ---------------------------------------- | ---------------- |
|                  | Smith (Perreault) — 4 min 20 s (SN) Luce (Ramsay, Hajt) — 33 min 21 s - | 1-0 2-0 2-1      | - Ashton (Brasar, Snepsts) — 56 min 42 s |                  |
| Edwards          | Gardiens                                                                | Bromley          |                                          |                  |
|                  |                                                                         |                  |                                          |                  |
| 26               | Tirs                                                                    | 19               |                                          |                  |

| 9 avril | Sabres de Buffalo | 6-0 (4-0, 2-0, 0-0) | Canucks de Vancouver | The Aud 16 433 spectateurs |

| Feuille de match | Feuille de match | Feuille de match        | Feuille de match | Feuille de match |
| ---------------- | --- | ----------------------- | ---------------- | ---------------- |
|                  | Ramsey (Van Boxmeer, Mongrain) — 3 min 31 s (SN) Martin (Perreault, Seiling) — 9 min 51 s Perreault (Schoenfeld, Gare) — 16 min 54 s (SN) Dunn (Perreault, Smith) — 19 min 59 s (SN) Seiling (Ramsey, Hajt) — 26 min 5 s Martin — 36 min 31 s | 1-0 2-0 3-0 4-0 5-0 6-0 | - -              |                  |
| Sauvé            | Gardiens | Bromley Hanlon          |                  |                  |
|                  | |                         |                  |                  |
| 26               | Tirs | 22                      |                  |                  |

| 11 avril | Canucks de Vancouver | 5-4 (4-1, 0-1, 1-2) | Sabres de Buffalo | Pacific Coliseum 13 333 spectateurs |

| Feuille de match | Feuille de match | Feuille de match                    | Feuille de match | Feuille de match |
| ---------------- | --- | ----------------------------------- | --- | ---------------- |
|                  | Manno — 4 min 41 s (SN) Lupul (Brasar, Lindgren) — 7 min 6 s - Rota (Boldirev) — 16 min 17 s McCarthy (Smyl, Gradin) — 19 min 50 s - Brasar (Gradin, Smyl) — 43 min 38 s - - | 1-0 2-0 2-1 3-1 4-1 4-2 5-2 5-3 5-4 | - Gare (Dunn) — 15 min 29 s (SN) - Smith (McKegney, Gare) — 22 min 8 s - McKegney (Seiling) — 57 min 46 s Martin (Van Boxmeer, Luce) — 58 min 48 s |                  |
| Bromley Hanlon   | Gardiens | Edwards                             | |                  |
|                  | |                                     | |                  |
| 26               | Tirs | 33                                  | |                  |

| 12 avril | Canucks de Vancouver | 1-3 (0-1, 1-0, 0-2) | Sabres de Buffalo | Pacific Coliseum 13 333 spectateurs |

| Feuille de match | Feuille de match                             | Feuille de match | Feuille de match                                                                                         | Feuille de match |
| ---------------- | -------------------------------------------- | ---------------- | --- | ---------------- |
|                  | - Rota (Boldirev, Snepsts) — 24 min 42 s - - | 0-1 1-1 1-2 1-3  | Martin (Gare, Van Boxmeer) — 15 min 24 s (SN) - Perreault — 42 min 4 s Seiling (Luce) — 59 min 41 s (CV) |                  |
| Bromley          | Gardiens                                     | Sauvé            | |                  |
|                  |                                              |                  | |                  |
| 24               | Tirs                                         | 27               | |                  |

#### Montréal contre Hartford
| 8 avril | Canadiens de Montréal | 6-1 (2-0, 2-0, 2-1) | Whalers de Hartford | Forum de Montréal 15 992 spectateurs |

| Feuille de match | Feuille de match | Feuille de match            | Feuille de match                  | Feuille de match |
| ---------------- | --- | --------------------------- | --------------------------------- | ---------------- |
|                  | Lambert (Tremblay, Robinson) — 5 min 50 s Engblom (Mondou, Lafleur) — 15 min 52 s Chartraw (Jarvis) — 31 min 59 s Lafleur (Shutt, Larouche) — 33 min 59 s Lambert (Mondou, Langway) — 50 min 27 s Shutt (Larouche, Robinson) — 53 min 15 s (SN) - | 1-0 2-0 3-0 4-0 5-0 6-0 6-1 | - Mark Howe (Rogers) — 55 min 1 s |                  |
| Herron           | Gardiens | Smith                       |                                   |                  |
|                  | |                             |                                   |                  |
| 37               | Tirs | 21                          |                                   |                  |

| 9 avril | Canadiens de Montréal | 8-4 (3-0, 5-2, 0-2) | Whalers de Hartford | Forum de Montréal 15 992 spectateurs |

| Feuille de match | Feuille de match | Feuille de match                                | Feuille de match | Feuille de match |
| ---------------- | --- | ----------------------------------------------- | --- | ---------------- |
|                  | Jarvis (Engblom) — 30 s Houle (Lambert, Tremblay) — 1 min 20 s Lambert (Tremblay) — 16 min 32 s Gingras (Jarvis, Chartraw) — 21 min 33 s - Gainey (Langway, Jarvis) — 26 min 46 s - Lambert (Gingras, Tremblay) — 32 min 45 s Shutt — 38 min 53 s Lafleur (Houle, Robinson) — 39 min 49 s - - | 1-0 2-0 3-0 4-0 4-1 5-1 5-2 6-2 7-2 8-2 8-3 8-4 | - Neufeld (Marty Howe, G. Howe) — 26 min 22 s - Roberts (Allison, Rogers) — 31 min 26 s - Marty Howe (Mark Howe, Rogers) — 45 min 53 s G. Howe (Mark Howe) — 53 min 59 s |                  |
| Herron           | Gardiens | Garrett                                         | |                  |
|                  | |                                                 | |                  |
| 37               | Tirs | 21                                              | |                  |

| 11 avril | Whalers de Hartford | 3-4 (pr) (1-1, 1-1, 1-0, 1-1) | Canadiens de Montréal | Hartford Coliseum 14 460 spectateurs |

| Feuille de match | Feuille de match                                                                                       | Feuille de match            | Feuille de match | Feuille de match |
| ---------------- | --- | --------------------------- | --- | ---------------- |
|                  | Boutette — 7 min 3 s (IN) - Rowe (Keon, Alley) — 21 min 27 s - Rowe (Roberts, Johnston) — 48 min 4 s - | 1-0 1-1 2-1 2-2 2-3 3-3 3-4 | - Lafleur (Shutt, Engblom) — 12 min 17 s - Lambert (Larouche, Robinson) — 25 min 3 s (SN) Houle (Lambert, Tremblay) — 42 min 58 s - Lambert (Tremblay, Houle) — 60 min 29 s |                  |
| Smith            | Gardiens                                                                                               | Larocque                    | |                  |
|                  | |                             | |                  |
| 28               | Tirs                                                                                                   | 28                          | |                  |

#### Boston contre Pittsburgh
| 8 avril | Bruins de Boston | 2-4 (0-0, 2-0, 2-2) | Penguins de Pittsburgh | Boston Garden 9 725 spectateurs |

| Feuille de match | Feuille de match                                                                            | Feuille de match        | Feuille de match | Feuille de match |
| ---------------- | ------------------------------------------------------------------------------------------- | ----------------------- | --- | ---------------- |
|                  | - O'Reilly (Bourque, McNab) — 53 min 44 s (SN) MacTavish (Cashman, Bourque) — 58 min 47 s - | 0-1 0-2 0-3 1-3 2-3 2-4 | Johnson (Lee, Kehoe) — 28 min 25 s (SN) McAdam (Anderson) — 34 min 47 s Johnson (Kehoe, Stewart) — 43 min 10 s - Sheppard (Libett) — 59 min 24 s (CV) |                  |
| Cheevers         | Gardiens                                                                                    | Millen                  | |                  |
|                  |                                                                                             |                         | |                  |
| 38               | Tirs                                                                                        | 22                      | |                  |

| 10 avril | Bruins de Boston | 4-1 (0-0, 3-0, 1-1) | Penguins de Pittsburgh | Boston Garden 11 677 spectateurs |

| Feuille de match | Feuille de match | Feuille de match    | Feuille de match                         | Feuille de match |
| ---------------- | --- | ------------------- | ---------------------------------------- | ---------------- |
|                  | Middleton (Milbury, Park) — 21 min 42 s Marcotte (McNab, O'Reilly) — 30 min 38 s Park — 31 min 41 s Cashman (Secord, Miller) — 51 min 15 s - | 1-0 2-0 3-0 4-0 4-1 | - Schutt (Anderson, Kehoe) — 52 min 16 s |                  |
| Cheevers         | Gardiens | Millen              |                                          |                  |
|                  | |                     |                                          |                  |
| 42               | Tirs | 17                  |                                          |                  |

| 12 avril | Penguins de Pittsburgh | 4-1 (1-0, 2-0, 1-1) | Bruins de Boston | Civic Arena 13 507 spectateurs |

| Feuille de match | Feuille de match | Feuille de match    | Feuille de match                           | Feuille de match |
| ---------------- | --- | ------------------- | ------------------------------------------ | ---------------- |
|                  | Lonsberry (Ferguson, McAdam) — 13 min 28 s Lonsberry (McAdam, Ferguson) — 21 min 17 s Carlyle (Ferguson, Lonsberry) — 26 min 37 s - Schutt (Kehoe) — 53 min 51 s | 1-0 2-0 3-0 3-1 4-1 | - Middleton (Foster, Park) — 43 min 48 s - |                  |
| Millen           | Gardiens | Cheevers            |                                            |                  |
|                  | |                     |                                            |                  |
| 28               | Tirs | 20                  |                                            |                  |

| 13 avril | Penguins de Pittsburgh | 3-8 (0-5, 0-2, 3-1) | Bruins de Boston | Civic Arena 13 394 spectateurs |

| Feuille de match | Feuille de match | Feuille de match                            | Feuille de match | Feuille de match |
| ---------------- | --- | ------------------------------------------- | --- | ---------------- |
|                  | - Kehoe (Faubert, Johnson) — 46 min 43 s (SN) Stackhouse (Sheppard, Schutt) — 54 min 40 s (SN) Kehoe — 54 min 47 s (SN) - | 0-1 0-2 0-3 0-4 0-5 0-6 0-7 1-7 2-7 3-7 3-8 | McNab (Bourque) — 5 min 13 s Middleton (MacTavish, Cashman) — 6 min 42 s Bourque (O'Reilly, Marcotte) — 13 min 26 s McNab (O'Reilly, Park) — 16 min (SN) MacTavish (Bourque) — 18 min 9 s Miller (Foster) — 26 min 31 s (IN) Foster — 30 min 8 s (IN) - Foster (Secord) — 56 min 45 s |                  |
| Millen           | Gardiens | Cheevers                                    | |                  |
|                  | |                                             | |                  |
| 26               | Tirs | 29                                          | |                  |

| 14 avril | Bruins de Boston | 6-2 (2-0, 2-0, 2-2) | Penguins de Pittsburgh | Boston Garden 10 952 spectateurs |

| Feuille de match | Feuille de match | Feuille de match                | Feuille de match                                                              | Feuille de match |
| ---------------- | --- | ------------------------------- | ----------------------------------------------------------------------------- | ---------------- |
|                  | McNab (Bourque) — 3 min 49 s Miller (Foster, Secord) — 4 min 57 s Foster (Redmond, Miller) — 25 min 22 s Cashman (Bourque, MacTavish) — 30 min 20 s (SN) - O'Reilly (Bourque) — 46 min 25 s (SN) Park (Lalonde, McNab) — 54 min 22 s - | 1-0 2-0 3-0 4-0 4-1 5-1 6-1 6-2 | - Stewart (Johnson, Kehoe) — 43 min 18 s - Libett (Bladon) — 56 min 10 s (SN) |                  |
| Cheevers         | Gardiens | Millen                          |                                                                               |                  |
|                  | |                                 |                                                                               |                  |
| 30               | Tirs | 24                              |                                                                               |                  |

#### Islanders de New York contre Los Angeles
| 8 avril | Islanders de New York | 8-1 (2-0, 5-0, 1-1) | Kings de Los Angeles | Nassau Veterans Memorial Coliseum 13 862 spectateurs |

| Feuille de match | Feuille de match | Feuille de match                    | Feuille de match                        | Feuille de match |
| ---------------- | --- | ----------------------------------- | --------------------------------------- | ---------------- |
|                  | Trottier (Bossy, Bourne) — 5 min 46 s Merrick (Tonelli, Potvin) — 18 min 7 s Trottier — 24 min 30 s (IN) Bossy (Trottier, Langevin) — 30 min 19 s Nystrom (Merrick, Tonelli) — 31 min 29 s Lane (Henning, Morrow) — 34 min 14 s Trottier (Goring) — 39 min 20 s (IN) Persson (Henning) — 42 min 15 s - | 1-0 2-0 3-0 4-0 5-0 6-0 7-0 8-0 8-1 | - Palmer (Carlson, Hopkins) — 59 min () |                  |
| Smith            | Gardiens | Keans (40 min) Lessard (20 min)     |                                         |                  |
|                  | |                                     |                                         |                  |
| 34               | Tirs | 24                                  |                                         |                  |

| 9 avril | Islanders de New York | 3-6 (0-4, 2-2, 1-0) | Kings de Los Angeles | Nassau Veterans Memorial Coliseum 14 047 spectateurs |

| Feuille de match              | Feuille de match                                                                                   | Feuille de match                    | Feuille de match | Feuille de match |
| ----------------------------- | -------------------------------------------------------------------------------------------------- | ----------------------------------- | --- | ---------------- |
|                               | - Bourne (Persson, Potvin) — 35 min 49 s (SN) Tonelli — 36 min 55 s Howatt (Persson) — 47 min 38 s | 0-1 0-2 0-3 0-4 0-5 0-6 1-6 2-6 3-6 | Murphy — 5 min 54 s (IN) Taylor (Dionne, Palmer) — 13 min 59 s Goldup (Korab) — 15 min 21 s St. Laurent — 18 min 31 s (IN) Taylor (Lewis, Palmer) — 24 min Carlson — 31 min 59 s - - |                  |
| Resch (20 min) Smith (40 min) | Gardiens                                                                                           | Lessard                             | |                  |
|                               | |                                     | |                  |
| 33                            | Tirs                                                                                               | 32                                  | |                  |

| 11 avril | Kings de Los Angeles | 3-4 (pr) (2-1, 1-0, 0-0, 2-1) | Islanders de New York | The Forum 11 690 spectateurs |

| Feuille de match | Feuille de match                                                                                        | Feuille de match            | Feuille de match | Feuille de match |
| ---------------- | --- | --------------------------- | --- | ---------------- |
|                  | Hardy — 1 min 31 s - Simmer (Hardy, Dionne) — 6 min 42 s (SN) Simmer (Taylor, Dionne) — 30 min 47 s - - | 1-0 1-1 2-1 3-1 3-2 3-3 3-4 | - Bourne (Potvin) — 3 min 47 s (SN) - Gillies (Goring, Sutter) — 43 min 22 s Goring (Potvin) — 46 min 34 s Morrow — 66 min 55 s |                  |
| Lessard          | Gardiens                                                                                                | Smith                       | |                  |
|                  | |                             | |                  |
| 23               | Tirs | 38                          | |                  |

| 12 avril | Kings de Los Angeles | 0-6 (0-1, 0-1, 0-4) | Islanders de New York | The Forum 11 089 spectateurs |

| Feuille de match | Feuille de match | Feuille de match        | Feuille de match | Feuille de match |
| ---------------- | ---------------- | ----------------------- | --- | ---------------- |
|                  | - -              | 0-1 0-2 0-3 0-4 0-5 0-6 | Howatt (Nystrom, Henning) — 15 min 5 s Bourne (Lane, Nystrom) — 29 min 27 s (SN) McKendry (Tonelli) — 41 min 46 s Tonelli (McKendry, Merrick) — 45 min 22 s Goring — 46 min 17 s McKendry (Tonelli) — 50 min 15 s |                  |
| Lessard          | Gardiens         | Smith                   | |                  |
|                  |                  |                         | |                  |
| 20               | Tirs             | 32                      | |                  |

#### Minnesota contre Toronto
| 8 avril | North Stars du Minnesota | 6-3 (2-2, 2-0, 2-1) | Maple Leafs de Toronto | Met Center 13 073 spectateurs |

| Feuille de match | Feuille de match | Feuille de match                    | Feuille de match | Feuille de match |
| ---------------- | --- | ----------------------------------- | --- | ---------------- |
|                  | Payne (B. Smith, Sargent) — 2 min 17 s (SN) - Sargent (B. Smith, G. Smith) — 19 min 35 s (SN) Giles (Eaves, Zanussi) — 31 min 35 s (SN) Payne (MacAdam, B. Smith) — 35 min 47 s Eaves (Zanussi, Christoff) — 44 min 47 s - Christoff (Giles, Zanussi) — 55 min 41 s | 1-0 1-1 1-2 2-2 3-2 4-2 5-2 5-3 6-3 | - Boschman (Wilson) — 10 min 37 s (SN) Wilson (Anderson, Turnbull) — 15 min 51 s (SN) - Vaive (Burrows) — 53 min 3 s - |                  |
| Edwards          | Gardiens | Crha                                | |                  |
|                  | |                                     | |                  |
| 20               | Tirs | 32                                  | |                  |

| 9 avril | North Stars du Minnesota | 7-2 (1-0, 3-0, 3-2) | Maple Leafs de Toronto | Met Center 15 400 spectateurs |

| Feuille de match | Feuille de match | Feuille de match                    | Feuille de match                                                                             | Feuille de match |
| ---------------- | --- | ----------------------------------- | -------------------------------------------------------------------------------------------- | ---------------- |
|                  | Hartsburg (B. Smith, MacAdam) — 15 min 49 s (SN) MacAdam (B. Smith, Payne) — 24 min 31 s Sargent (MacAdam, B. Smith) — 31 min 14 s Young (Christoff, McCarthy) — 37 min (SN) - McCarthy (Andersson) — 52 min 36 s MacAdam (McCarthy, Young) — 53 min 12 s Polich (Younghans, Giles) — 58 min 31 s | 1-0 2-0 3-0 4-0 4-1 4-2 5-2 6-2 7-2 | - Martin (Paiement, Sittler) — 45 min 16 s Sittler (Turnbull, Wilson) — 49 min 15 s (SN) - - |                  |
| Edwards          | Gardiens | Palmateer                           |                                                                                              |                  |
|                  | |                                     |                                                                                              |                  |
| 43               | Tirs | 29                                  |                                                                                              |                  |

| 11 avril | Maple Leafs de Toronto | 3-4 (1-1, 1-0, 1-0, 2-1) | North Stars du Minnesota | Maple Leaf Gardens 16 458 spectateurs |

| Feuille de match | Feuille de match | Feuille de match            | Feuille de match | Feuille de match |
| ---------------- | --- | --------------------------- | --- | ---------------- |
|                  | - Martin (Salming, Paiement) — 11 min 51 s Salming (Sittler, Turnbull) — 28 min 14 s (SN) - Anderson — 54 min 47 s - | 0-1 1-1 2-1 2-2 2-3 3-3 3-4 | Christoff (Young, Eaves) — 3 min 6 s (SN) - McCarthy (Christoff, B. Smith) — 41 min 4 s (SN) Christoff (Eaves, Giles) — 44 min 25 s - MacAdam (Giles, Payne) — 60 min 32 s |                  |
| Crha             | Gardiens | Edwards Meloche             | |                  |
|                  | |                             | |                  |
| 34               | Tirs | 31                          | |                  |

#### Chicago contre Saint-Louis
| 8 avril | Black Hawks de Chicago | 3-2 (1-0, 0-1, 1-1, 1-0) | Blues de Saint-Louis | Chicago Stadium 13 846 spectateurs |

| Feuille de match | Feuille de match                                                                                         | Feuille de match    | Feuille de match                                                  | Feuille de match |
| ---------------- | --- | ------------------- | ----------------------------------------------------------------- | ---------------- |
|                  | Mulvey — 3 min 39 s - Bulley (Wilson, Higgins) — 54 min 10 s - Lecuyer (Bulley, O'Connell) — 72 min 34 s | 1-0 1-1 2-1 2-2 3-2 | - Patey — 25 min 53 s - Babych (Dunlop, Turnbull) — 54 min 42 s - |                  |
| Esposito         | Gardiens                                                                                                 | Liut                |                                                                   |                  |
|                  | |                     |                                                                   |                  |
| 45               | Tirs | 33                  |                                                                   |                  |

| 9 avril | Black Hawks de Chicago | 5-1 (2-0, 0-1, 3-0) | Blues de Saint-Louis | Chicago Stadium 15 347 spectateurs |

| Feuille de match | Feuille de match | Feuille de match        | Feuille de match                                   | Feuille de match |
| ---------------- | --- | ----------------------- | -------------------------------------------------- | ---------------- |
|                  | Wilson (Lysiak, Sutter) — 22 s Sedlbauer (Wilson) — 12 min 46 s (SN) - Lysiak (Wilson) — 41 min 16 s (SN) Wilson — 55 min 23 s Bulley — 59 min 4 s | 1-0 2-0 2-1 3-1 4-1 5-1 | - Turnbull (Babych, Dunlop) — 33 min 40 s (SN) - - |                  |
| Esposito         | Gardiens | Liut                    |                                                    |                  |
|                  | |                         |                                                    |                  |
| 36               | Tirs | 31                      |                                                    |                  |

| 11 avril | Blues de Saint-Louis | 1-4 (0-1, 0-1, 1-2) | Black Hawks de Chicago | The Checkerdome 15 179 spectateurs |

| Feuille de match | Feuille de match                             | Feuille de match    | Feuille de match | Feuille de match |
| ---------------- | -------------------------------------------- | ------------------- | --- | ---------------- |
|                  | - Federko (Lapointe, Babych) — 55 min 37 s - | 0-1 0-2 0-3 1-3 1-4 | Lecuyer (Higgins, Bulley) — 3 min 46 s Sutter (Lysiak, Wilson) — 23 min 50 s (SN) Murray (Lysiak) — 54 min 57 s - Lecuyer (Bulley, Higgins) — 56 min 35 s |                  |
| Liut             | Gardiens                                     | Esposito            | |                  |
|                  |                                              |                     | |                  |
| 24               | Tirs                                         | 29                  | |                  |

#### Rangers de New York contre Atlanta
| 8 avril | Rangers de New York | 2-1 (pr) (0-0, 0-1, 1-1, 0-0) | Flames d'Atlanta | Madison Square Garden 17 379 spectateurs |

| Feuille de match | Feuille de match                                                               | Feuille de match | Feuille de match                                    | Feuille de match |
| ---------------- | ------------------------------------------------------------------------------ | ---------------- | --------------------------------------------------- | ---------------- |
|                  | - Vickers (Greschner, Nilsson) — 48 min 14 s Vickers (Greschner) — 60 min 33 s | 0-1 1-1 2-1      | Lever (Rautakallio, Houston) — 24 min 57 s (SN) - - |                  |
| Davidson         | Gardiens                                                                       | Bouchard         |                                                     |                  |
|                  |                                                                                |                  |                                                     |                  |
| 31               | Tirs                                                                           | 23               |                                                     |                  |

| 9 avril | Rangers de New York | 5-1 (4-0, 0-0, 1-1) | Flames d'Atlanta | Madison Square Garden 17 376 spectateurs |

| Feuille de match | Feuille de match | Feuille de match        | Feuille de match                          | Feuille de match |
| ---------------- | --- | ----------------------- | ----------------------------------------- | ---------------- |
|                  | Esposito (Beck, Greschner) — 3 min 2 s (SN) Hedberg (Nilsson) — 6 min 32 s Dave Maloney (Nilsson, Hedberg) — 13 min 33 s (IN) Esposito (Vadnais, Talafous) — 14 min 32 s - Miller (Marois, Duguay) — 55 min 18 s | 1-0 2-0 3-0 4-0 4-1 5-1 | - Plett (Vail, Unger) — 49 min 5 s (SN) - |                  |
| Davidson         | Gardiens | Bouchard                |                                           |                  |
|                  | |                         |                                           |                  |
| 32               | Tirs | 21                      |                                           |                  |

| 11 avril | Flames d'Atlanta | 4-2 (1-1, 3-1, 0-0) | Rangers de New York | The Omni 11 495 spectateurs |

| Feuille de match | Feuille de match | Feuille de match        | Feuille de match                                                                           | Feuille de match |
| ---------------- | --- | ----------------------- | ------------------------------------------------------------------------------------------ | ---------------- |
|                  | - Murdoch (Russell, Chouinard) — 14 min 56 s Houston (Chouinard) — 23 min 34 s - Vail (Chouinard, Murdoch) — 25 min 47 s Vail (Marsh, Ingarfield) — 36 min 15 s | 0-1 1-1 2-1 2-2 3-2 4-2 | Dave Maloney (Vickers, Nilsson) — 13 min 11 s - Hedberg (Beck, Greschner) — 24 min 7 s - - |                  |
| Bouchard         | Gardiens | Davidson                |                                                                                            |                  |
|                  | |                         |                                                                                            |                  |
| 33               | Tirs | 27                      |                                                                                            |                  |

| 12 avril | Flames d'Atlanta | 2-5 (1-3, 0-1, 1-1) | Rangers de New York | The Omni 12 103 spectateurs |

| Feuille de match | Feuille de match                                                                  | Feuille de match            | Feuille de match | Feuille de match |
| ---------------- | --------------------------------------------------------------------------------- | --------------------------- | --- | ---------------- |
|                  | - Vail (Unger, Shand) — 9 min 7 s (SN) - Chouinard (Unger, Lever) — 48 min 14 s - | 0-1 0-2 0-3 1-3 1-4 2-4 2-5 | Hedberg (Vickers, Nilsson) — 1 min 58 s Talafous (Beck) — 6 min 9 s (SN) Hospodar (Conacher, Duguay) — 6 min 43 s - Vadnais (Hedberg, Nilsson) — 24 min 10 s - Beck (Talafous, Greschner) — 53 min 33 s (SN) |                  |
| Bouchard         | Gardiens                                                                          | Davidson                    | |                  |
|                  |                                                                                   |                             | |                  |
| 32               | Tirs                                                                              | 27                          | |                  |

### Quarts de finale

#### Philadelphie contre Rangers de New York
| 16 avril | Flyers de Philadelphie | 2-1 (1-0, 0-0, 1-1) | Rangers de New York | The Spectrum 17 077 spectateurs |

| Feuille de match | Feuille de match                                                           | Feuille de match | Feuille de match                                      | Feuille de match |
| ---------------- | -------------------------------------------------------------------------- | ---------------- | ----------------------------------------------------- | ---------------- |
|                  | MacLeish (Dailey) — 4 min 49 s - Wilson (Holmgren, Linseman) — 45 min 44 s | 1-0 1-1 2-1      | - Markham (Dave Maloney, Don Maloney) — 43 min 47 s - |                  |
| Peeters          | Gardiens                                                                   | Davidson         |                                                       |                  |
|                  |                                                                            |                  |                                                       |                  |
| 42               | Tirs                                                                       | 30               |                                                       |                  |

| 17 avril | Flyers de Philadelphie | 4-1 (0-0, 2-0, 2-1) | Rangers de New York | The Spectrum 17 007 spectateurs |

| Feuille de match | Feuille de match | Feuille de match    | Feuille de match                           | Feuille de match |
| ---------------- | --- | ------------------- | ------------------------------------------ | ---------------- |
|                  | Holmgren (Linseman, Propp) — 30 min 25 s Barber (Wilson, Clarke) — 30 min 39 s MacLeish (Linseman) — 54 min 26 s - Leach (Dailey) — 58 min 32 s | 1-0 2-0 3-0 3-1 4-1 | - Duguay (Tkaczuk, Marois) — 54 min 41 s - |                  |
| Peeters          | Gardiens | Davidson            |                                            |                  |
|                  | |                     |                                            |                  |
| 41               | Tirs | 32                  |                                            |                  |

| 19 avril | Rangers de New York | 0-3 (0-1, 0-0, 0-2) | Flyers de Philadelphie | Madison Square Garden 17 374 spectateurs |

| Feuille de match | Feuille de match | Feuille de match | Feuille de match                                                                                 | Feuille de match |
| ---------------- | ---------------- | ---------------- | ------------------------------------------------------------------------------------------------ | ---------------- |
|                  | - -              | 0-1 0-2 0-3      | Dailey — 8 min 39 s (IN) Barber (Bridgman) — 44 min 16 s MacLeish (Hill, Holmgren) — 49 min 43 s |                  |
| Davidson         | Gardiens         | Peeters          |                                                                                                  |                  |
|                  |                  |                  |                                                                                                  |                  |
| 29               | Tirs             | 35               |                                                                                                  |                  |

| 20 avril | Rangers de New York | 4-2 (1-1, 2-0, 1-1) | Flyers de Philadelphie | Madison Square Garden 17 368 spectateurs |

| Feuille de match | Feuille de match | Feuille de match        | Feuille de match                                               | Feuille de match |
| ---------------- | --- | ----------------------- | -------------------------------------------------------------- | ---------------- |
|                  | Duguay (Don Maloney, Esposito) — 5 min 5 s (SN) - Duguay (Greschner, Don Maloney) — 25 min 2 s (SN) Esposito (Vadnais, Don Maloney) — 29 min 26 s Duguay (Johnstone, Esposito) — 45 min 42 s - | 1-0 1-1 2-1 3-1 4-1 4-2 | - MacLeish — 13 min 10 s - Leach (Propp, Clarke) — 55 min 32 s |                  |
| Davidson         | Gardiens | Peeters                 |                                                                |                  |
|                  | |                         |                                                                |                  |
| 26               | Tirs | 33                      |                                                                |                  |

| 22 avril | Flyers de Philadelphie | 3-1 (1-0, 2-0, 0-1) | Rangers de New York | The Spectrum 17 077 spectateurs |

| Feuille de match | Feuille de match                                                                                               | Feuille de match | Feuille de match                        | Feuille de match |
| ---------------- | --- | ---------------- | --------------------------------------- | ---------------- |
|                  | Hill (Bridgman) — 19 min 3 s Wilson (Bridgman, Morrison) — 25 min 9 s Holmgren (Propp, Dupont) — 28 min 24 s - | 1-0 2-0 3-0 3-1  | - Duguay (Beck, Esposito) — 54 min 27 s |                  |
| Peeters          | Gardiens | Davidson         |                                         |                  |
|                  | |                  |                                         |                  |
| 30               | Tirs | 26               |                                         |                  |

#### Montréal contre Minnesota
| 16 avril | Canadiens de Montréal | 0-3 (0-0, 0-0, 0-3) | North Stars du Minnesota | Forum de Montréal |

| Feuille de match | Feuille de match | Feuille de match | Feuille de match                                                                              | Feuille de match |
| ---------------- | ---------------- | ---------------- | --------------------------------------------------------------------------------------------- | ---------------- |
|                  | - -              | 0-1 0-2 0-3      | Andersson — 42 min 51 s Payne (MacAdam) — 55 min 13 s MacAdam (B. Smith, Payne) — 56 min 52 s |                  |
| Herron           | Gardiens         | Meloche          |                                                                                               |                  |
|                  |                  |                  |                                                                                               |                  |
| 23               | Tirs             | 28               |                                                                                               |                  |

| 17 avril | Canadiens de Montréal | 1-4 (0-1, 1-1, 0-2) | North Stars du Minnesota | Forum de Montréal 16 156 spectateurs |

| Feuille de match | Feuille de match                               | Feuille de match    | Feuille de match | Feuille de match |
| ---------------- | ---------------------------------------------- | ------------------- | --- | ---------------- |
|                  | - Lambert (Langway, Gingras) — 25 min 27 s - - | 0-1 0-2 1-2 1-3 1-4 | McCarthy (Young, Eaves) — 19 min 11 s (SN) Payne (MacAdam, B. Smith) — 24 min 18 s - Payne (Hartsburg, MacAdam) — 43 min 45 s Giles (Payne, B. Smith) — 50 min 2 s (SN) |                  |
| Herron           | Gardiens                                       | Meloche             | |                  |
|                  |                                                |                     | |                  |
| 32               | Tirs                                           | 41                  | |                  |

| 19 avril | North Stars du Minnesota | 0-5 (0-2, 0-2, 0-1) | Canadiens de Montréal | Met Center 15 820 spectateurs |

| Feuille de match | Feuille de match | Feuille de match    | Feuille de match | Feuille de match |
| ---------------- | ---------------- | ------------------- | --- | ---------------- |
|                  | - -              | 0-1 0-2 0-3 0-4 0-5 | Dupont (Larouche, Gingras) — 12 min 49 s Jarvis (Napier) — 16 min 27 s Jarvis (Chartraw, Gainey) — 25 min 43 s Langway (Houle) — 37 min 39 s (SN) Larouche (Napier, Tremblay) — 42 min 45 s |                  |
| Meloche          | Gardiens         | Larocque            | |                  |
|                  |                  |                     | |                  |
| 25               | Tirs             | 36                  | |                  |

| 20 avril | North Stars du Minnesota | 1-5 (0-1, 0-1, 1-3) | Canadiens de Montréal | Met Center 15 708 spectateurs |

| Feuille de match | Feuille de match                                  | Feuille de match        | Feuille de match | Feuille de match |
| ---------------- | ------------------------------------------------- | ----------------------- | --- | ---------------- |
|                  | - Christoff (Zanussi, G. Smith) — 44 min 15 s - - | 0-1 0-2 1-2 1-3 1-4 1-5 | Houle (Larouche, Robinson) — 6 min 33 s (SN) Shutt (Tremblay) — 13 min 34 s - Houle (Tremblay, Gingras) — 47 min 15 s Lambert (Engblom) — 51 min 40 s Langway (Jarvis) — 59 min 32 s |                  |
| Meloche          | Gardiens                                          | Larocque                | |                  |
|                  |                                                   |                         | |                  |
| 23               | Tirs                                              | 36                      | |                  |

| 22 avril | Canadiens de Montréal | 6-2 (2-1, 1-1, 3-0) | North Stars du Minnesota | Forum de Montréal 16 312 spectateurs |

| Feuille de match | Feuille de match | Feuille de match                | Feuille de match                                                                    | Feuille de match |
| ---------------- | --- | ------------------------------- | ----------------------------------------------------------------------------------- | ---------------- |
|                  | Shutt (Napier, Larouche) — 9 min 23 s - Mondou (Houle) — 14 min 51 s - Shutt (Napier, Gingras) — 28 min 43 s (SN) Jarvis (Houle) — 44 min 14 s (IN) Engblom (Tremblay, Mondou) — 50 min 28 s (SN) Napier (Larouche) — 55 min 7 s | 1-0 1-1 2-1 2-2 3-2 4-2 5-2 6-2 | - Christoff (Maxwell) — 11 min 32 s - MacAdam (Maxwell, B. Smith) — 25 min 28 s - - |                  |
| Larocque         | Gardiens | Meloche                         |                                                                                     |                  |
|                  | |                                 |                                                                                     |                  |
| 38               | Tirs | 31                              |                                                                                     |                  |

| 24 avril | North Stars du Minnesota | 5-2 (0-1, 5-0, 0-1) | Canadiens de Montréal | Met Center 13 829 spectateurs |

| Feuille de match | Feuille de match | Feuille de match            | Feuille de match                                                               | Feuille de match |
| ---------------- | --- | --------------------------- | ------------------------------------------------------------------------------ | ---------------- |
|                  | - Christoff (Maxwell, Sharpley) — 25 min 22 s (SN) Andersson (Sharpley) — 30 min 29 s Shmyr — 33 min 20 s B. Smith (Payne) — 33 min 47 s (SN) Sharpley (Andersson, McCarthy) — 39 min 19 s - | 0-1 1-1 2-1 3-1 4-1 5-1 5-2 | Napier (Shutt, Engblom) — 5 min 23 s - Chartraw (Lambert, Dupont) — 45 min 8 s |                  |
| Meloche          | Gardiens | Larocque                    |                                                                                |                  |
|                  | |                             |                                                                                |                  |
| 36               | Tirs | 28                          |                                                                                |                  |

| 27 avril | Canadiens de Montréal | 2-3 (1-1, 0-1, 1-1) | North Stars du Minnesota | Forum de Montréal 17 465 spectateurs |

| Feuille de match | Feuille de match                                                                         | Feuille de match    | Feuille de match                                                                                                | Feuille de match |
| ---------------- | ---------------------------------------------------------------------------------------- | ------------------- | --- | ---------------- |
|                  | Napier (Mondou, Gingras) — 9 min 12 s (SN) - Langway (Tremblay, Lambert) — 45 min 23 s - | 1-0 1-1 1-2 2-2 2-3 | - Younghans — 14 min 43 s (IN) Hartsburg (MacAdam) — 36 min 46 s (SN) - MacAdam (Payne, B. Smith) — 58 min 34 s |                  |
| Herron           | Gardiens                                                                                 | Meloche             | |                  |
|                  |                                                                                          |                     | |                  |
| 24               | Tirs                                                                                     | 30                  | |                  |

#### Buffalo contre Chicago
| 16 avril | Sabres de Buffalo | 5-0 (2-0, 2-0, 1-0) | Black Hawks de Chicago | The Aud 16 433 spectateurs |

| Feuille de match | Feuille de match | Feuille de match    | Feuille de match | Feuille de match |
| ---------------- | --- | ------------------- | ---------------- | ---------------- |
|                  | Van Boxmeer (Schoenfeld, Ramsay) — 12 min 9 s (SN) Perreault (Smith, Dunn) — 18 min 24 s (SN) Gare (Perreault, Smith) — 31 min 32 s (SN) Mongrain (McKegney, Ramsey) — 32 min 8 s Dudley (Ramsey, Playfair) — 59 min 40 s (SN) | 1-0 2-0 3-0 4-0 5-0 | - -              |                  |
| Edwards          | Gardiens | Esposito            |                  |                  |
|                  | |                     |                  |                  |
| 30               | Tirs | 17                  |                  |                  |

| 17 avril | Sabres de Buffalo | 6-4 (2-1, 3-2, 1-1) | Black Hawks de Chicago | The Aud 16 433 spectateurs |

| Feuille de match | Feuille de match | Feuille de match                    | Feuille de match | Feuille de match |
| ---------------- | --- | ----------------------------------- | --- | ---------------- |
|                  | Gare (Smith, Dunn) — 8 min 38 s (SN) Seiling (Perreault) — 13 min 17 s - Luce (Ramsay, Dunn) — 26 min 31 s Seiling (Perreault, Dunn) — 31 min 22 s Seiling (Perreault, McClanahan) — 35 min 20 s (SN) - - | 1-0 2-0 2-1 2-2 3-2 4-2 5-2 5-3 5-4 | - Lysiak (Wilson, Murray) — 18 min 24 s (SN) Lysiak (Murray, Wilson) — 23 min 49 s (SN) - Lecuyer (Sedlbauer, Murray) — 37 min 6 s Sutter (Wilson, Preston) — 42 min 9 s |                  |
| Sauvé            | Gardiens | Veisor                              | |                  |
|                  | |                                     | |                  |
| 30               | Tirs | 17                                  | |                  |

| 19 avril | Black Hawks de Chicago | 1-2 (0-2, 1-0, 0-0) | Sabres de Buffalo | Chicago Stadium 16 956 spectateurs |

| Feuille de match | Feuille de match                              | Feuille de match | Feuille de match                                          | Feuille de match |
| ---------------- | --------------------------------------------- | ---------------- | --------------------------------------------------------- | ---------------- |
|                  | - Sutter (Lysiak, Preston) — 34 min 11 s (SN) | 0-1 0-2 1-2      | Seiling — 3 min 53 s Dudley (Ramsey, Hajt) — 5 min 37 s - |                  |
| Esposito         | Gardiens                                      | Edwards          |                                                           |                  |
|                  |                                               |                  |                                                           |                  |
| 39               | Tirs                                          | 32               |                                                           |                  |

| 20 avril | Black Hawks de Chicago | 2-3 (1-0, 1-1, 0-2) | Sabres de Buffalo | Chicago Stadium 14 770 spectateurs |

| Feuille de match | Feuille de match                                                             | Feuille de match    | Feuille de match | Feuille de match |
| ---------------- | ---------------------------------------------------------------------------- | ------------------- | --- | ---------------- |
|                  | Murray (Mulvey) — 13 min 26 s Lysiak (Wilson, Murray) — 29 min 55 s (SN) - - | 1-0 2-0 2-1 2-2 2-3 | - Van Boxmeer (Gare, Dunn) — 39 min 32 s Martin (Perreault, Seiling) — 48 min 47 s Perreault (Martin) — 56 min 54 s |                  |
| Esposito         | Gardiens                                                                     | Sauvé               | |                  |
|                  |                                                                              |                     | |                  |
| 38               | Tirs                                                                         | 34                  | |                  |

#### Boston contre Islanders de New York
| 16 avril | Bruins de Boston | 1-2 (pr) (0-0, 0-0, 1-0, 1-1) | Islanders de New York | Boston Garden 10 910 spectateurs |

| Feuille de match | Feuille de match                         | Feuille de match | Feuille de match                                                               | Feuille de match |
| ---------------- | ---------------------------------------- | ---------------- | ------------------------------------------------------------------------------ | ---------------- |
|                  | McNab (Park, Marcotte) — 40 min 51 s - - | 1-0 1-1 1-2      | - Howatt (Trottier, Nystrom) — 43 min 49 s Gillies (Lane, Goring) — 61 min 2 s |                  |
| Cheevers         | Gardiens                                 | B. Smith         |                                                                                |                  |
|                  |                                          |                  |                                                                                |                  |
| 23               | Tirs                                     | 27               |                                                                                |                  |

| 17 avril | Bruins de Boston | 4-5 (pr) (0-1, 3-2, 1-0, 1-1) | Islanders de New York | Boston Garden 13 134 spectateurs |

| Feuille de match | Feuille de match | Feuille de match                    | Feuille de match | Feuille de match |
| ---------------- | --- | ----------------------------------- | --- | ---------------- |
|                  | - R. Smith (Middleton) — 21 min 32 s - McCrimmon (Redmond, Foster) — 32 min - Park — 36 min 55 s Miller (Bourque, Marcotte) — 50 min 51 s - - | 0-1 1-1 1-2 2-2 2-3 3-3 4-3 4-4 4-5 | Trottier (Morrow, Bourne) — 16 min 8 s - Tonelli (Persson) — 30 min 40 s - Henning (Trottier, Potvin) — 34 min 33 s (IN) - Nystrom (Tonelli, Trottier) — 51 min 6 s Bourne — 61 min 24 s |                  |
| Cheevers         | Gardiens | B. Smith                            | |                  |
|                  | |                                     | |                  |
| 33               | Tirs | 23                                  | |                  |

| 19 avril | Islanders de New York | 5-3 (2-1, 2-1, 1-1) | Bruins de Boston | Nassau Veterans Memorial Coliseum 14 995 spectateurs |

| Feuille de match | Feuille de match | Feuille de match                | Feuille de match                                                                                                   | Feuille de match |
| ---------------- | --- | ------------------------------- | --- | ---------------- |
|                  | - Tonelli (McKendry, Merrick) — 12 min 16 s Trottier (Gillies, Nystrom) — 17 min 8 s (SN) Bourne (Trottier) — 26 min 57 s - Nystrom (Bourne, Trottier) — 35 min 54 s Trottier (Bourne, Nystrom) — 44 min 51 s - | 0-1 1-1 2-1 3-1 3-2 4-2 5-2 5-3 | Marcotte (McNab, O'Reilly) — 9 min 52 s - McNab (R. Smith) — 29 min 48 s - McNab (Foster, Park) — 52 min 15 s (SN) |                  |
| B. Smith         | Gardiens | Cheevers                        | |                  |
|                  | |                                 | |                  |
| 35               | Tirs | 35                              | |                  |

| 21 avril | Islanders de New York | 3-4 (pr) (1-1, 1-0, 1-0, 2-1) | Bruins de Boston | Nassau Veterans Memorial Coliseum 14 995 spectateurs |

| Feuille de match | Feuille de match | Feuille de match            | Feuille de match | Feuille de match |
| ---------------- | --- | --------------------------- | --- | ---------------- |
|                  | - Bossy (Trottier, Persson) — 12 min 3 s Bossy (Trottier, Gillies) — 28 min 48 s (SN) - Gillies (Goring, Langevin) — 53 min 40 s - - | 0-1 1-1 2-1 2-2 3-2 3-3 3-4 | Bourque (McNab, McCrimmon) — 9 min 21 s - McNab (O'Reilly, Marcotte) — 43 min 9 s - Middleton (O'Reilly, Park) — 59 min 40 s O'Reilly (McNab, Redmond) — 77 min 13 s |                  |
| B. Smith         | Gardiens | Cheevers                    | |                  |
|                  | |                             | |                  |
| 30               | Tirs | 39                          | |                  |

| 22 avril | Bruins de Boston | 2-4 (2-0, 0-1, 0-3) | Islanders de New York | Boston Garden 14 673 spectateurs |

| Feuille de match | Feuille de match                                                                           | Feuille de match        | Feuille de match | Feuille de match |
| ---------------- | ------------------------------------------------------------------------------------------ | ----------------------- | --- | ---------------- |
|                  | Cashman (Bourque, MacTavish) — 1 min 31 s McNab (Cashman, Middleton) — 3 min 28 s (SN) - - | 1-0 2-0 2-1 2-2 2-3 2-4 | - Persson (Trottier, Bossy) — 37 min 23 s (SN) Sutter (Lorimer, Goring) — 42 min 38 s Gillies (Sutter, Goring) — 45 min 58 s Potvin (Bossy) — 54 min 27 s |                  |
| Cheevers         | Gardiens                                                                                   | B. Smith                | |                  |
|                  |                                                                                            |                         | |                  |
| 24               | Tirs                                                                                       | 24                      | |                  |

### Demi-finales

#### Philadelphie contre Minnesota
| 29 avril | Flyers de Philadelphie | 5-6 (4-3, 0-2, 1-1) | North Stars du Minnesota | The Spectrum 17 077 spectateurs |

| Feuille de match | Feuille de match | Feuille de match                            | Feuille de match | Feuille de match |
| ---------------- | --- | ------------------------------------------- | --- | ---------------- |
|                  | - Hill (Dailey, Clarke) — 5 min 23 s - Linseman (Propp) — 14 min 54 s Gorence (Hill, Bridgman) — 15 min 36 s Linseman (Propp, Holmgren) — 16 min 40 s - Holmgren (Propp, Linseman) — 49 min 27 s | 0-1 1-1 1-2 1-3 2-3 3-3 4-3 4-4 4-5 4-6 5-6 | Christoff (Eaves, Maxwell) — 4 min 19 s - Shmyr (Sharpley, McCarthy) — 13 min 20 s (SN) Christoff (Andersson, Sharpley) — 13 min 59 s - Eaves (Christoff) — 34 min 4 s Payne (MacAdam, Young) — 36 min 46 s (SN) Payne (MacAdam, B. Smith) — 47 min 40 s - |                  |
| Peeters          | Gardiens | Edwards Meloche                             | |                  |
|                  | |                                             | |                  |
| 33               | Tirs | 36                                          | |                  |

| 1 mai | Flyers de Philadelphie | 7-0 (2-0, 3-0, 2-0) | North Stars du Minnesota | The Spectrum 17 077 spectateurs |

| Feuille de match | Feuille de match | Feuille de match            | Feuille de match | Feuille de match |
| ---------------- | --- | --------------------------- | ---------------- | ---------------- |
|                  | Holmgren (Linseman, Wilson) — 2 min 9 s (SN) Barber (Dailey, Bridgman) — 3 min 20 s (IN) Clarke (Hill, Dailey) — 20 min 56 s (SN) Dailey (Linseman, Holmgren) — 28 min 22 s (SN) Propp (Barber, Linseman) — 31 min 27 s (SN) Hill (Gorence, Dailey) — 56 min 23 s Leach (Barber, Dailey) — 59 min 20 s | 1-0 2-0 3-0 4-0 5-0 6-0 7-0 | - -              |                  |
| Myre             | Gardiens | Edwards                     |                  |                  |
|                  | |                             |                  |                  |
| 40               | Tirs | 27                          |                  |                  |

| 4 mai | North Stars du Minnesota | 3-5 (0-2, 3-2, 0-1) | Flyers de Philadelphie | Met Center 15 705 spectateurs |

| Feuille de match | Feuille de match | Feuille de match                | Feuille de match | Feuille de match |
| ---------------- | --- | ------------------------------- | --- | ---------------- |
|                  | - Younghans (Polich) — 34 min 39 s (IN) Young (McCarthy, Shmyr) — 35 min 24 s (IN) McCarthy (Maxwell, Young) — 27 min 27 s (SN) - | 0-1 0-2 0-3 0-4 1-4 2-4 3-4 3-5 | Barber (Wilson, Propp) — 15 min 15 s (SN) Barber (Clarke, Wilson) — 17 min 9 s Bridgman (Gorence) — 21 min 14 s Barber (Clarke, Leach) — 26 min 7 s - Barber (Dupont) — 56 min 34 s (SN) |                  |
| Meloche          | Gardiens | Myre                            | |                  |
|                  | |                                 | |                  |
| 24               | Tirs | 28                              | |                  |

| 6 mai | North Stars du Minnesota | 2-3 (1-1, 0-1, 1-1) | Flyers de Philadelphie | Met Center 15 650 spectateurs |

| Feuille de match | Feuille de match                                                              | Feuille de match    | Feuille de match                                                           | Feuille de match |
| ---------------- | ----------------------------------------------------------------------------- | ------------------- | -------------------------------------------------------------------------- | ---------------- |
|                  | McCarthy (Andersson) — 13 min 18 s - Polich (Maxwell, Sharpley) — 53 min 56 s | 1-0 1-1 1-2 1-3 2-3 | - Leach (Clarke) — 16 min 51 s Barber — 33 min 54 s Barber — 42 min 43 s - |                  |
| Edwards          | Gardiens                                                                      | Myre                |                                                                            |                  |
|                  |                                                                               |                     |                                                                            |                  |
| 32               | Tirs                                                                          | 32                  |                                                                            |                  |

| 8 mai | Flyers de Philadelphie | 7-3 (4-2, 3-1, 0-0) | North Stars du Minnesota | The Spectrum 17 077 spectateurs |

| Feuille de match | Feuille de match | Feuille de match                        | Feuille de match                                                                                                | Feuille de match |
| ---------------- | --- | --------------------------------------- | --- | ---------------- |
|                  | - MacLeish (Dailey, Linseman) — 2 min 23 s (SN) Barber (Bridgman) — 6 min 26 s (IN) Leach (Hill, Barber) — 12 min 16 s (SN) - Dailey (Dupont, Clarke) — 19 min 28 s Leach (Clarke) — 23 min 33 s Barber (Busniuk, MacLeish) — 28 min 2 s - Clarke (Busniuk, Watson) — 36 min 19 s | 0-1 1-1 2-1 3-1 3-2 4-2 5-2 6-2 6-3 7-3 | Hartsburg (Sharpley) — 44 s - MacAdam (Maxwell, Young) — 17 min 11 s (SN) - Flockhart (Maxwell) — 34 min 13 s - |                  |
| Myre             | Gardiens | Edwards Myre                            | |                  |
|                  | |                                         | |                  |
| 28               | Tirs | 25                                      | |                  |

#### Buffalo contre Islanders de New York
| 29 avril | Sabres de Buffalo | 1-4 (1-2, 0-1, 0-1) | Islanders de New York | The Aud 16 433 spectateurs |

| Feuille de match | Feuille de match                 | Feuille de match    | Feuille de match | Feuille de match |
| ---------------- | -------------------------------- | ------------------- | --- | ---------------- |
|                  | Dudley (Ramsey) — 5 min 23 s - - | 1-0 1-1 1-2 1-3 1-4 | - Bourne — 13 min 9 s (IN) Bossy — 17 min 42 s Tonelli (Persson, Merrick) — 29 min 56 s Tonelli (Sutter) — 51 min 10 s |                  |
| Edwards          | Gardiens                         | B. Smith            | |                  |
|                  |                                  |                     | |                  |
| 32               | Tirs                             | 29                  | |                  |

| 1 mai | Sabres de Buffalo | 1-2 (2 pr) (0-0, 0-1, 1-0, 0-0, 0-1) | Islanders de New York | The Aud 16 433 spectateurs |

| Feuille de match | Feuille de match                             | Feuille de match | Feuille de match                                                              | Feuille de match |
| ---------------- | -------------------------------------------- | ---------------- | ----------------------------------------------------------------------------- | ---------------- |
|                  | - Savard (Perreault, Martin) — 51 min 47 s - | 0-1 1-1 1-2      | Goring (Potvin, Lane) — 35 min 2 s - Nystrom (Lorimer, Gillies) — 81 min 20 s |                  |
| Sauvé            | Gardiens                                     | B. Smith         |                                                                               |                  |
|                  |                                              |                  |                                                                               |                  |
| 42               | Tirs                                         | 33               |                                                                               |                  |

| 3 mai | Islanders de New York | 7-4 (2-1, 2-1, 3-2) | Sabres de Buffalo | Nassau Veterans Memorial Coliseum 14 995 spectateurs |

| Feuille de match | Feuille de match | Feuille de match                            | Feuille de match | Feuille de match |
| ---------------- | --- | ------------------------------------------- | --- | ---------------- |
|                  | Bossy (Trottier) — 5 min 14 s Merrick (Tonelli) — 12 min 47 s - Trottier (Nystrom, Potvin) — 28 min 57 s Trottier (Bossy) — 38 min 26 s (SN) Henning (Potvin) — 42 min 59 s (IN) Bourne (Nystrom, Merrick) — 47 min 47 s (SN) - Goring (Nystrom) — 59 min 38 s (CV) | 1-0 2-0 2-1 2-2 3-2 4-2 5-2 6-2 6-3 6-4 7-4 | - McKegney (Hajt, D. Smith) — 19 min 28 s Perreault (Martin) — 28 min 12 s - D. Smith (McKegney, Playfair) — 50 min 11 s (SN) Ruff (Mongrain, Dunn) — 51 min 9 s - |                  |
| B. Smith         | Gardiens | Edwards                                     | |                  |
|                  | |                                             | |                  |
| 40               | Tirs | 27                                          | |                  |

| 6 mai | Islanders de New York | 4-7 (2-1, 1-4, 1-2) | Sabres de Buffalo | Nassau Veterans Memorial Coliseum 14 995 spectateurs |

| Feuille de match                 | Feuille de match | Feuille de match                            | Feuille de match | Feuille de match |
| -------------------------------- | --- | ------------------------------------------- | --- | ---------------- |
|                                  | Bourne (Trottier, Bossy) — 8 min 52 s (SN) - Bourne (Trottier, Bossy) — 19 min 13 s Nystrom (Potvin) — 23 min 28 s - Nystrom (Lorimer) — 41 min 51 s - - | 1-0 1-1 2-1 3-1 3-2 3-3 3-4 3-5 4-5 4-6 4-7 | - Luce (Savard) — 16 min 14 s (IN) - D. Smith (Schoenfeld, McKegney) — 27 min 21 s Perreault (D. Smith, Ruff) — 29 min 29 s (SN) Perreault (Luce) — 31 min 10 s D. Smith (Gare, Perreault) — 39 min 30 s (SN) - McKegney (Gare, D. Smith) — 42 min 14 s Perreault — 59 min 47 s (CV) |                  |
| B. Smith (40 min) Resch (20 min) | Gardiens | Sauvé                                       | |                  |
|                                  | |                                             | |                  |
| 31                               | Tirs | 35                                          | |                  |

| 8 mai | Sabres de Buffalo | 2-0 (1-0, 1-0, 0-0) | Islanders de New York | The Aud 16 433 spectateurs |

| Feuille de match | Feuille de match                                                                            | Feuille de match | Feuille de match | Feuille de match |
| ---------------- | ------------------------------------------------------------------------------------------- | ---------------- | ---------------- | ---------------- |
|                  | Van Boxmeer (Martin, Gare) — 1 min 52 s (SN) Dunn (Seiling, Van Boxmeer) — 34 min 45 s (SN) | 1-0 2-0          | - -              |                  |
| Sauvé            | Gardiens                                                                                    | Resch            |                  |                  |
|                  |                                                                                             |                  |                  |                  |
| 15               | Tirs                                                                                        | 22               |                  |                  |

| 10 mai | Islanders de New York | 5-2 (1-2, 2-0, 2-0) | Sabres de Buffalo | Nassau Veterans Memorial Coliseum 14 995 spectateurs |

| Feuille de match | Feuille de match | Feuille de match            | Feuille de match                                                             | Feuille de match |
| ---------------- | --- | --------------------------- | ---------------------------------------------------------------------------- | ---------------- |
|                  | - Tonelli (Sutter, Persson) — 8 min 8 s Bossy (Bourne, Trottier) — 20 min 31 s Lorimer (Bourne, Goring) — 31 min 11 s Sutter (Goring, Gillies) — 51 min 50 s Bourne — 59 min (IN + CV) | 0-1 0-2 1-2 2-2 3-2 4-2 5-2 | Perreault (Hajt, Dunn) — 2 min 26 s Perreault (Van Boxmeer) — 6 min 53 s - - |                  |
| B. Smith         | Gardiens | Sauvé                       |                                                                              |                  |
|                  | |                             |                                                                              |                  |
| 31               | Tirs | 24                          |                                                                              |                  |

### Finale de la Coupe Stanley
| 13 mai | Flyers de Philadelphie | 3-4 (pr) (1-1, 1-0, 1-0, 1-1) | Islanders de New York | The Spectrum 17 077 spectateurs |

| Feuille de match | Feuille de match                                                                                        | Feuille de match        | Feuille de match | Feuille de match |
| ---------------- | --- | ----------------------- | --- | ---------------- |
|                  | Bridgman — 10 min 31 s - Clarke (Barber, Leach) — 37 min 8 s (SN) MacLeish (Holmgren) — 53 min 10 s - - | 1-0 1-1 2-1 3-1 3-2 3-3 | - Bossy (Trottier) — 12 min 2 s (SN) - Persson (Bossy, Potvin) — 56 min 18 s (SN) Potvin (Tonelli, Nystrom) — 64 min 7 s |                  |
| Peeters          | Gardiens                                                                                                | B. Smith                | |                  |
|                  | |                         | |                  |
| 33               | Tirs | 36                      | |                  |

| 15 mai | Flyers de Philadelphie | 8-3 (3-1, 3-1, 2-1) | Islanders de New York | The Spectrum 17 077 spectateurs |

| Feuille de match | Feuille de match | Feuille de match                            | Feuille de match | Feuille de match |
| ---------------- | --- | ------------------------------------------- | --- | ---------------- |
|                  | - Holmgren (Propp, Dailey) — 7 min 22 s (SN) Kelly (Wilson, Clarke) — 8 min 37 s Clarke (Watson, Barber) — 17 min 23 s Barber (Clarke, Leach) — 21 min 6 s - Holmgren (Linseman, Barber) — 24 min 13 s (SN) Propp (Dailey, Clarke) — 35 min 47 s (SN) Gorence (Dailey, Bridgman) — 41 min 40 s Holmgren (Linseman, Wilson) — 44 min 19 s - | 0-1 1-1 2-1 3-1 4-1 4-2 5-2 6-2 7-2 8-2 8-3 | Goring (Gillies, Sutter) — 3 min 23 s - Trottier (Bossy) — 23 min 28 s (SN) - Goring (Bourne, Persson) — 55 min (SN) |                  |
| Peeters          | Gardiens | B. Smith (40 min) Resch (20 min)            | |                  |
|                  | |                                             | |                  |
| 31               | Tirs | 23                                          | |                  |

| 17 mai | Islanders de New York | 6-2 (4-0, 2-0, 0-2) | Flyers de Philadelphie | Nassau Veterans Memorial Coliseum 14 995 spectateurs |

| Feuille de match | Feuille de match | Feuille de match                | Feuille de match                                                         | Feuille de match |
| ---------------- | --- | ------------------------------- | ------------------------------------------------------------------------ | ---------------- |
|                  | Henning (Bourne) — 2 min 38 s (IN) Potvin — 7 min 43 s (SN) Trottier (Bossy, Potvin) — 13 min 4 s (SN) Bossy (Gillies, Potvin) — 14 min 29 s (SN) Gillies (Persson) — 35 min 41 s (SN) Potvin (Potvin, Bossy) — 37 min 25 s (SN) - - | 1-0 2-0 3-0 4-0 5-0 6-0 6-1 6-2 | - Clarke (Leach, Busniuk) — 49 min 48 s Busniuk (Bridgman) — 51 min 32 s |                  |
| B. Smith         | Gardiens | Myre                            |                                                                          |                  |
|                  | |                                 |                                                                          |                  |
| 40               | Tirs | 32                              |                                                                          |                  |

| 19 mai | Islanders de New York | 5-2 (2-0, 0-1, 3-1) | Flyers de Philadelphie | Nassau Veterans Memorial Coliseum 14 995 spectateurs |

| Feuille de match | Feuille de match | Feuille de match            | Feuille de match                                                                         | Feuille de match |
| ---------------- | --- | --------------------------- | ---------------------------------------------------------------------------------------- | ---------------- |
|                  | Bossy (Gillies, Trottier) — 7 min 23 s (SN) Goring (Gillies, Sutter) — 13 min 2 s - Trottier (Howatt) — 46 min 6 s - Nystrom (Bourne) — 52 min 35 s Gillies (Sutter) — 54 min 8 s | 1-0 2-0 2-1 3-1 3-2 4-2 5-2 | - Paddock (MacLeish, Wilson) — 21 min 35 s - Linseman (Propp, Gorence) — 51 min 53 s - - |                  |
| B. Smith         | Gardiens | Peeters                     |                                                                                          |                  |
|                  | |                             |                                                                                          |                  |
| 27               | Tirs | 36                          |                                                                                          |                  |

| 22 mai | Flyers de Philadelphie | 6-3 (0-1, 3-1, 3-1) | Islanders de New York | The Spectrum 17 077 spectateurs |

| Feuille de match | Feuille de match | Feuille de match                    | Feuille de match | Feuille de match |
| ---------------- | --- | ----------------------------------- | --- | ---------------- |
|                  | - Clarke (Leach, Wilson) — 21 min 45 s MacLeish — 25 min 55 s - Busniuk (Propp, Linseman) — 27 min 4 s MacLeish (Bridgman) — 49 min 43 s Propp (Linseman, Holmgren) — 52 min 33 s (SN) - Holmgren (Linseman) — 57 min 26 s | 0-1 1-1 2-1 2-2 3-2 4-2 5-2 5-3 6-3 | Persson (Bossy) — 10 min 58 s (SN) - Trottier (Persson, Bossy) — 36 min 16 s - Persson (Goring, Potvin) — 54 min 57 s (SN) - |                  |
| Peeters          | Gardiens | B. Smith                            | |                  |
|                  | |                                     | |                  |
| 31               | Tirs | 38                                  | |                  |

| 24 mai | Islanders de New York | 5-4 (pr) (2-2, 2-0, 0-2, 1-0) | Flyers de Philadelphie | Nassau Veterans Memorial Coliseum 14 995 spectateurs |

| Feuille de match | Feuille de match | Feuille de match                    | Feuille de match | Feuille de match |
| ---------------- | --- | ----------------------------------- | --- | ---------------- |
|                  | - Potvin (Bossy, Trottier) — 11 min 56 s (SN) Sutter (Gillies, Goring) — 14 min 8 s - Bossy (Bourne, Trottier) — 27 min 34 s (SN) Nystrom (Tonelli) — 39 min 46 s - Nystrom (Henning, Tonelli) — 67 min 11 s | 0-1 1-1 2-1 2-2 3-2 4-2 4-3 4-4 5-4 | Leach (MacLeish, Barber) — 7 min 21 s (SN) - Propp (Holmgren, Linseman) — 18 min 58 s - Dailey (Linseman, Holmgren) — 41 min 47 s Paddock (Dupont, MacLeish) — 46 min 2 s - |                  |
| B. Smith         | Gardiens | Peeters                             | |                  |
|                  | |                                     | |                  |
| 36               | Tirs | 33                                  | |                  |